# Fishing Creek (Maryland)
Fishing Creek – jednostka osadnicza w Stanach Zjednoczonych, w stanie Maryland, w hrabstwie Dorchester.